# جونيا إيتو (لاعب كرة قدم مواليد 1993)
جونيا إيتو (باليابانية: 伊東 純也) (9 مارس 1993 في يوكوسوكا في اليابان – )؛ هو لاعب كرة قدم ياباني يلعب في مركز الهجوم.

## وصلات خارجية
- جونيا إيتو (1993) على موقع الاتحاد الأوربي (الإنجليزية)
- جونيا إيتو (1993) على موقع رابطة كرة القدم اليابانية للمحترفين (اليابانية)
- جونيا إيتو (1993) على موقع إي إس بي إن إف سي (الإنجليزية)
- جونيا إيتو (1993) على موقع قاعدة بيانات كرة القدم.إي يو (الإنجليزية)
- جونيا إيتو (1993) على موقع ليكيب (الفرنسية)
- جونيا إيتو (1993) على موقع ناشيونال فوتبول تيمز (الإنجليزية)
- جونيا إيتو (1993) على موقع Soccerbase.com (لاعب) (الإنجليزية)
- جونيا إيتو (1993) على موقع Soccerway.com (الإنجليزية)
- جونيا إيتو (1993) على موقع عالم كرة القدم.نت (الإنجليزية)
- جونيا إيتو (1993) على موقع AS.com (الإسبانية)